# Shamrock
Shamrock ili djetelina s tri lista (irski: seamróg = "djetelina") - irski simbol i nacionalni cvijet (neslužbeno) od ranih 1800-ih. Irski svetac sv. Patrik koristio je tri latice djeteline kao simbol Presvetog Trojstva. 
Novinar Nathaniel Colgan proveo je anketu u Irskoj 1893., u kojoj je pitao, koja biljka predstavlja shamrock. Većina je smatrala, da se radi o bijeloj djetelini (lat. Trifolium repens). Neki su tvrdili, da je to mala djetelina (lat. Trifolium dubium) ili lucerka (lat. Medicago lupulina), a neki čak, da je to zečja soca (lat. Oxalis acetosella). Danas se smatra da je bijela djetelina ili mala djetelina (češće).
Od 18. stoljeća, djetelina je simbol Irske slično kao što je ruža simbol Engleske, magareći trn simbol Škotske, a poriluk simbol Walesa.
Irska vlada zaštitila je shamrock kao zaštitni znak Irske. O tome se vodila parnica na sudu u Njemačkoj 1980. godine, koju su Irci prvotno izgubili, ali su kasnije dobili parnicu na Vrhovnom sudu Njemačke 1985. godine.
Shamrock predstavlja simbol, koji povezuje Irce. Koristi se kao logo irskih športskih klubova, tvrtki, manifestacija i dr.